# Морские окуни Гармана
Морские окуни Гармана (лат. Ectreposebastes) — род морских лучепёрых рыб из подсемейства Setarchinae семейства скорпеновых. Представители рода распространены в Атлантическом, Индийском и Тихом океанах. Длина тела составляет до 18 см. Это бентопелагические хищные рыбы, обитают и питаются в толще воды.

## Классификация
На сентябрь 2019 года в род включают 2 вида:
- Ectreposebastes imus Garman, 1899
- Ectreposebastes niger (Fourmanoir, 1971)